# Диаметр конического сечения
Диаметр конического сечения — прямая проходящая через середины двух параллельных хорд.

## Диаметргиперболы
Все диаметры гиперболы проходят через её центр.
У всякой гиперболы есть лишь одна пара главных (сопряженных и взаимно перпендикулярных) диаметров – действительная и мнимая оси. 

## Диаметрэллипса
Все диаметры эллипса проходят через его центр.
Если два диаметра взаимно сопряжены и взаимно перпендикулярны, то они назваются главными диаметрами. У окружности всякий диаметр – главный. У эллипса, отличного от окружности, есть лишь одна пара главных диаметров – большая и малая оси. Эти диаметры являются осями симметрии фигуры.

## Диаметрпараболы
Все диаметры параболы параллельны ее оси. Сопряженных диаметров у параболы нет. 

## Сопряжённые диаметры
Это пара диаметров, обладающих следующим свойством: середины хорд, параллельных первому диаметру, лежат на втором диаметре. В этом случае и середины хорд, параллельных второму диаметру, лежат на первом диаметре.
Эллипс можно восстановить по его паре сопряженных диаметров с помощью граничного параллелограмма (the bounding parallelogram) (см. рис. выше). Например,  в предложении 14 в восьмой книге своей "коллекции", Папп Александрийский восстанавливает (реконструирует) эллипс по его 2-м сопряженным диаметрам.